# DC EP
| Оценки критиков | Оценки критиков |
| Источник        | Оценка          |
| --------------- | --------------- |
| Allmusic        | [ 2 ]           |
| Rolling Stone   | (благоприятный) |

DC EP — третий мини-альбом Джона Фрушанте, выпущенный 14 сентября 2004 на лейбле Record Collection. Спродюсированный Ианом МакКеем из группы Fugazi, мини-альбом является третьей записью в серии из шести, выпущенных Фрушанте с июня 2004 до февраля 2005 года.

## Об альбоме
По словам Фрушанте: "Эти песни были написаны, когда я был в туре с альбомом By the Way. Я много слушал The Velvet Underground. В альбоме всего четыре песни и пятнадцать минут. Я привык сам продюсировать свои пластинки, и когда я передал это дело в руки Иана МакКея из Fugazi, используя оборудование, которое мне не принадлежало, играя на инструментах, которые мне не принадлежали, всё изменилось". Представленные гитарные треки были записаны на одном из усилителей Marshall JCM 800 от Ги Пиччотто, который был представлен на обложке альбома Fugazi Red Medicine. Для гитарного соло на "Dissolve" Фрушанте также использовал Les Paul Junior также от Пиччотто.
На виниловом релизе слова "And then the past" (с англ. — «А потом прошлое») были написаны на стороне А, а "I never see you" (с англ. — «Я никогда не вижу тебя») — на стороне В, что отсылает к предстоящему альбому Фрушанте "Curtains".
11 декабря 2012 года виниловое издание пластинки было выпущенно на лейбле Record Collection. Эти переизданные пластинки весом 180 грамм доступны для скачивания в любом из форматов альбома — MP3 или WAV.
Название DC EP отсылает к месту, неподалеку от которого он был записан, — Вашингтону, округ Колумбия (англ. Washington, D.C.). Альбом был записан в студии Inner Ear Studios в соседнем Арлингтоне.

## Список композиций
12" LP
Слова и музыка всех песен — Джон Фрушанте.
| №                   | Название            | Перевод             | Длительность |
| ------------------- | ------------------- | ------------------- | ------------ |
| 1.                  | «Dissolve»          | Растворять          | 4:27         |
| 2.                  | «Goals»             | Цели                | 3:21         |
| Общая длительность: | Общая длительность: | Общая длительность: | 7:48         |

| №                   | Название            | Перевод             | Длительность |
| ------------------- | ------------------- | ------------------- | ------------ |
| 3.                  | «A Corner»          | Угол                | 3:35         |
| 4.                  | «Repeating»         | Повторяющийся       | 3:24         |
| Общая длительность: | Общая длительность: | Общая длительность: | 6:59         |

## Участники записи

### Музыканты
- Джон Фрушанте — вокал, гитара, бас-гитара
- Джерри Бушер — ударные

### Продюсирование
- Иан МакКей — продюсер
- Дон Зинтара — звукорежиссёр
- Берни Грундман — мастеринг

### Оформление
- Лола Монтес — фотография
- Майк Писцителли — дизайн
- Джон Фрушанте — дизайн